# Gryon laticeps
Gryon laticeps is een vliesvleugelig insect uit de familie van de Scelionidae. De wetenschappelijke naam van de soort is voor het eerst geldig gepubliceerd in 1908 door Kieffer.